# 1956 en astronautique
Chronologie de l'astronautique
- 1952
- 1953
- 1954
- 1955
- 1956
- 1957
- 1958
- 1959
- 1960

Cette page présente une chronologie des événements qui se sont produits pendant l'année 1956 dans le domaine de l'astronautique, mais qui ne font pas partie de l'histoire de l'espace.

## Synthèse de l'année 1956

### Programmes spatiaux nationaux
Wernher von Braun est nommé directeur des recherches de l'Agence pour les missiles balistiques de l'Armée de terre américaine en 1956. Il assure la mise au point des missiles Pershing et Jupiter.

### Sources
- (en) Jonathan McDowell, « Jonathan's Space Report », Jonathan's Space Page
- (en) Gunter Krebs, « Chronology of Space Launches », Gunter's Space Page